# Burgstall Hohe Reuth
Der Burgstall Hohe Reuth ist eine abgegangene mittelalterliche Höhenburg unmittelbar über dem Tal des Mühlgrabens, rund 550 Meter nordnordöstlich der Ortsmitte des Gemeindeteiles Losau der Gemeinde Rugendorf im oberfränkischen Landkreis Kulmbach in Bayern, Deutschland.
Über diese Spornburg sind keine geschichtlichen oder archäologischen Informationen bekannt, sie wird grob als mittelalterlich datiert, und erscheint in der Überlieferung erst in einer Territorialkarte aus der Zeit um 1700. Erhalten hat sich von der Anlage auf einem Hangsporn hauptsächlich noch ein Graben mit einem Randwall. Die Burgstelle ist als Bodendenkmal Nummer D-4-5734-0019: „Mittelalterlicher Burgstall“ geschützt.

## Beschreibung
Die bewaldete Burgstelle liegt auf rund 520 m ü. NHN Höhe auf einem nach Westnordwesten gerichteten Hangsporn im unteren Drittel der schroff abfallenden Steilstufe des Frankenwaldes. Die Spitze des Spornes wird vom etwa 60 Höhenmeter tiefer liegenden Tal des Mühlgrabens begrenzt. Die Südsüdwest-, die Westnordwest- und die Nordnordostseite fallen sehr steil ab und waren so von Natur aus sehr gut geschützt. Die einzige gefährdete Seite der Anlage war die ostsüdöstliche Schmalseite, wo das Vorgelände mäßig steil bis auf eine Höhe von 680 m ü. NN ansteigt und die Burg so überhöhte. Zum Schutz wurde an dieser Seite ein drei Meter tiefer und rund zehn Meter breiter, aus dem Fels geschlagener Graben als Annäherungshindernis angelegt. Die Wände des Grabens sind nahezu senkrecht, seine Sohle und das Vorgelände sind durch einen modernen Forstweg verfüllt bzw. gestört. An der Grabenseite der 28 × 20 Meter messenden Burgfläche befindet sich ein, von der Innenfläche gemessen, noch 1,3 Meter hoher Wallzug, dessen Enden leicht eingezogen sind. Die restlichen Seiten der leicht zur Spornspitze abfallenden Burgfläche waren unbefestigt, sie schützte nur eine künstlich versteilte Böschung und das steile, mit Felsklippen durchsetzte Gelände. Auf der teils felsigen Oberfläche des Burgplatzes befinden sich keine Mauerreste oder sonstige Bebauungsspuren mehr. Als zusätzliche Befestigung setzt jeweils an den Enden der Außenböschung des Grabens ein Außenwall an, der aber im Bereich des Forstweges zerstört ist. Dieser Wall zieht sich zuerst schräg die jeweiligen Berghänge hinab und umzieht anschließend die Nordnordost- und die Südsüdwestseite des Bergspornes. Die beiden Hangwälle, die zugleich einen verflachten Innengraben bilden, gehen jeweils in eine Berme über und enden an einem Felsabbruch im Westnordwesten. Die Breite des Ringwalles beträgt bis zu vier Meter, seine Höhe nur noch etwa 0,75 Meter.